# Mezclador de criptomonedas
Un mezclador de criptomonedas o servicio de mezclado de criptomonedas  es un servicio ofrecido para mezclar determinadas cantidades de criptomonedas potencialmente identificables, o contaminarlas con criptomonedas de un origen diferente, con el objetivo de dificultar el trazado de los fondos para conocer su origen real. Los mezcladores de criptomonedas han surgido esencialmente para mejorar la privacidad de las mismas debido a que generalmente las transacciones de estas se reflejan en una especie de libro de contabilidad descentralizado y transparente.

## Trasfondo
Los mezcladores de criptomonedas cobran un porcentaje como del total de monedas mezcladas como ganancia, generalmente de 1 a 3%. El mezclado ayuda a proteger la legitima privacidad de los usuarios aunque también puede ser utilizado para lavado de dinero al llegar a mezclar fondos obtenidos ilegalmente. Mezclar cantidades grandes de dinero puede ser ilegal, pudiendo vulnerar las regulaciones anti-lavado de dinero.
El autor del libro delitos financieros, Jeffrey Robinson, ha sugerido que los mezcladores de criptomonedas deberían ser criminalizados debido a su uso potencial en actividades ilegales, específicamente el financiamiento del  terrorismo, aunque un informe del Combating Terrorism Center (CTC) sugiere que el uso relacionado con esta actividad es «relativamente limitado».

La existencia de mezcladores de criptomonedas ha facilitado el uso anónimo de mercados clandestinos en la deep web dificultando los esfuerzos por aplicar la ley en esos casos.

## Mezcladorespeer-to-peer
Los mezcladores peer-to-peer son plataformas donde los usuarios se organizan para mezclar criptomonedas por su cuenta, y funcionan como plataformas para contactar usuarios en vez de recibir bitcoins para mezclarlos. Este modelo mitiga el riesgo de robo debido a que no hay un tercero de confianza intermediando las transacciones. Aparte del servidor de mezclado, ninguno de los participantes puede conocer la relación entre las direcciones de origen y destino de las monedas. 

El cliente de software Dark Wallet para bitcoin se construyó de forma que mezclara las transacciones de sus usuarios de forma nativa para conseguir el mismo efecto sin confiar en un servicio centralizado.